# Yokaichiba
Yōkaichiba (Japans: 八日市場市, -shi) was een stad in Japan. Het ligt in de prefectuur Chiba. Op 30 september 2005 had de stad 32.227 inwoners en een bevolkingsdichtheid van 399 inw./km².  De totale oppervlakte bedroeg 80,75 km².
De stad werd gesticht op 1 juli 1954. Op 23 januari 2006 werd de stad Yōkaichiba samengevoegd met de gemeente Nosaka van het District Sousa tot de nieuwe stad Sosa. Door deze fusie hield Yōkaichiba op te bestaan als zelfstandige entiteit. 
Steden:
Abiko · Asahi · Chiba (hoofdstad) · Choshi · Funabashi · Futtsu · Ichihara · Ichikawa · Inzai · Isumi · Kamagaya · Kamogawa · Kashiwa · Katori · Katsuura · Kimitsu · Kisarazu · Matsudo · Minamiboso · Mobara · Nagareyama · Narashino · Narita · Noda · Oamishirasato · Sakura · Sanmu · Shiroi · Sodegaura · Sosa · Tateyama · Tomisato · Togane · Urayasu · Yachimata · Yachiyo · Yotsukaido

Districten:
Awa · Chosei · Inba · Isumi · Katori · Sanbu
Gemeenten per district